# Lagenocypsela latifolia
Lagenocypsela latifolia là một loài thực vật có hoa trong họ Cúc. Loài này được (Mattf.) Swenson & K.Bremer mô tả khoa học đầu tiên năm 1994.